# Eleições autárquicas de 2017 em Beja
As eleições autárquicas de 2017 serviram para eleger os diferentes órgãos do poder local autárquico do concelho de Beja.
O Partido Socialista, que apresentou Paulo Arsénio, recuperou a autarquia de Beja com uma vitória inesperada, conseguindo mais de 45% dos votos e assim recuperar uma câmara que foi do PS entre 2009 a 2013.
A Coligação Democrática Unitária, que voltava a apoiar João Rocha, obteve o seu pior resultado de sempre ao ficar-se pelos 38% dos votos e a perder a câmara para os socialistas.
Os outros partidos obtiveram resultados residuais.

## Listas e Candidatos
| Lista | Lista                          | Candidato             |
| ----- | ------------------------------ | --------------------- |
|       | Coligação Democrática Unitária | João Rocha            |
|       | Partido Socialista             | Paulo Arsénio         |
|       | Partido Social Democrata       | José Pinela Fernandes |
|       | Bloco de Esquerda              | José Pedro Oliveira   |
|       | CDS – Partido Popular          | Luis D'Árgent         |

## Resultados Oficiais
Os resultados nas eleições autárquicas de 2017 no concelho de Beja para os diferentes órgãos do poder local foram os seguintes:

### Câmara Municipal
| Partido                 | Partido                        | Votos  | %               | +/-  | Vereadores | +/- |
| ----------------------- | ------------------------------ | ------ | --------------- | ---- | ---------- | --- |
|                         | Partido Socialista             | 7 728  | 46,25 / 100,00  | 4,60 | 4 / 7      | 1   |
|                         | Coligação Democrática Unitária | 6 284  | 37,61 / 100,00  | 5,81 | 3 / 7      | 1   |
|                         | Partido Social Democrata       | 899    | 5,38 / 100,00   | -    | 0 / 7      | -   |
|                         | Bloco de Esquerda              | 573    | 3,43 / 100,00   | -    | 0 / 7      | -   |
|                         | CDS – Partido Popular          | 533    | 3,19 / 100,00   | -    | 0 / 7      | -   |
| Votos Inválidos         | Votos Inválidos                | 693    | 4,15 / 100,00   | 0,20 |            |     |
| Total                   | Total                          | 16 710 | 100,00 / 100,00 |      | 7 / 7      |     |
| Eleitorado/Participação | Eleitorado/Participação        | 29 541 | 56,57 / 100,00  | 0,03 |            |     |

### Assembleia Municipal
| Partido                 | Partido                        | Votos  | %               | +/-  | Mandatos | +/- |
| ----------------------- | ------------------------------ | ------ | --------------- | ---- | -------- | --- |
|                         | Partido Socialista             | 7 264  | 43,46 / 100,00  | 5,47 | 10 / 21  | 2   |
|                         | Coligação Democrática Unitária | 6 137  | 36,72 / 100,00  | 5,62 | 9 / 21   | 1   |
|                         | Partido Social Democrata       | 1 276  | 7,63 / 100,00   | -    | 1 / 21   | -   |
|                         | Bloco de Esquerda              | 765    | 4,58 / 100,00   | -    | 1 / 21   | -   |
|                         | CDS – Partido Popular          | 538    | 3,22 / 100,00   | -    | 0 / 21   | -   |
| Votos Inválidos         | Votos Inválidos                | 733    | 4,39 / 100,00   | 0,43 |          |     |
| Total                   | Total                          | 16 713 | 100,00 / 100,00 |      | 21 / 21  |     |
| Eleitorado/Participação | Eleitorado/Participação        | 29 541 | 56,58 / 100,00  | 0,03 |          |     |

### Juntas de Freguesia
| Partido                 | Partido                        | Votos  | %               | +/-  | Presidentes | +/-     | Mandatos  | +/- |
| ----------------------- | ------------------------------ | ------ | --------------- | ---- | ----------- | ------- | --------- | --- |
|                         | Partido Socialista             | 6 916  | 41,38 / 100,00  | 4,98 | 5 / 12      | 3       | 46 / 104  | 1   |
|                         | Coligação Democrática Unitária | 6 541  | 39,13 / 100,00  | 3,37 | 6 / 12      | 3       | 48 / 104  | 2   |
|                         | Partido Social Democrata       | 1 574  | 9,42 / 100,00   | 6,82 | 0 / 12      | Estável | 3 / 104   | 2   |
|                         | Bloco de Esquerda              | 617    | 3,69 / 100,00   | -    | 0 / 12      | -       | 0 / 104   | -   |
|                         | Grupo de Cidadãos              | 335    | 2,00 / 100,00   | 3,22 | 1 / 12      | Estável | 7 / 104   | 2   |
| Votos Inválidos         | Votos Inválidos                | 732    | 4,38 / 100,00   | 0,26 |             |         |           |     |
| Total                   | Total                          | 16 715 | 100,00 / 100,00 |      | 12 / 12     |         | 104 / 104 |     |
| Eleitorado/Participação | Eleitorado/Participação        | 29 541 | 56,58 / 100,00  | 0,02 |             |         |           |     |

## Resultados por Freguesia

### Câmara Municipal
| Freguesia                                | %     | %     | %    | %    | %    | Votantes |
| Freguesia                                | PS    | CDU   | PSD  | BE   | CDS  | Votantes |
| ---------------------------------------- | ----- | ----- | ---- | ---- | ---- | -------- |
| Albernoa e Trindade                      | 54,28 | 40,07 | 1,03 | 1,54 | 0,68 | 584      |
| Baleizão                                 | 33,13 | 56,49 | 1,00 | 5,39 | 1,20 | 501      |
| Beja (Salvador e Santa Maria da Feira)   | 48,56 | 34,34 | 6,48 | 3,81 | 2,82 | 4 537    |
| Beja (Santiago Maior e São João Batista) | 45,80 | 32,98 | 7,73 | 3,66 | 5,06 | 6 262    |
| Beringel                                 | 60,47 | 31,27 | 2,33 | 1,68 | 1,94 | 774      |
| Cabeça Gorda                             | 33,90 | 56,90 | 2,10 | 1,58 | 1,31 | 761      |
| Nossa Senhora das Neves                  | 34,03 | 52,55 | 2,43 | 4,28 | 1,97 | 864      |
| Salvada e Quintos                        | 49,60 | 42,02 | 2,26 | 1,46 | 1,73 | 752      |
| Santa Clara de Louredo                   | 44,34 | 49,55 | 1,13 | 2,26 | 0,68 | 442      |
| Santa Vitória e Mombeja                  | 45,54 | 44,08 | 1,28 | 4,37 | 1,28 | 549      |
| São Matias                               | 46,36 | 35,28 | 4,96 | 5,25 | 2,92 | 343      |
| Trigaches e São Brissos                  | 51,61 | 34,31 | 2,64 | 2,93 | 0,88 | 341      |
| Beja                                     | 46,25 | 37,61 | 5,38 | 3,43 | 3,19 | 16 710   |

#### Albernoa e Trindade
| Partido                 | Partido                        | Votos | %               | +/-  |
| ----------------------- | ------------------------------ | ----- | --------------- | ---- |
|                         | Partido Socialista             | 317   | 54,28 / 100,00  | 5,60 |
|                         | Coligação Democrática Unitária | 234   | 40,07 / 100,00  | 5,05 |
|                         | Bloco de Esquerda              | 9     | 1,54 / 100,00   | -    |
|                         | Partido Social Democrata       | 6     | 1,03 / 100,00   | -    |
|                         | CDS – Partido Popular          | 4     | 0,68 / 100,00   | -    |
| Votos Inválidos         | Votos Inválidos                | 14    | 2,39 / 100,00   | 0,21 |
| Total                   | Total                          | 584   | 100,00 / 100,00 |      |
| Eleitorado/Participação | Eleitorado/Participação        | 821   | 71,13 / 100,00  | 2,00 |

#### Baleizão
| Partido                 | Partido                        | Votos | %               | +/-  |
| ----------------------- | ------------------------------ | ----- | --------------- | ---- |
|                         | Coligação Democrática Unitária | 283   | 56,49 / 100,00  | 6,40 |
|                         | Partido Socialista             | 166   | 33,13 / 100,00  | 5,52 |
|                         | Bloco de Esquerda              | 27    | 5,39 / 100,00   | -    |
|                         | CDS – Partido Popular          | 6     | 1,20 / 100,00   | -    |
|                         | Partido Social Democrata       | 5     | 1,00 / 100,00   | -    |
| Votos Inválidos         | Votos Inválidos                | 14    | 2,80 / 100,00   | 0,55 |
| Total                   | Total                          | 501   | 100,00 / 100,00 |      |
| Eleitorado/Participação | Eleitorado/Participação        | 795   | 63,02 / 100,00  | 7,33 |

#### Beja (Salvador e Santa Maria da Feira)
| Partido                 | Partido                        | Votos | %               | +/-  |
| ----------------------- | ------------------------------ | ----- | --------------- | ---- |
|                         | Partido Socialista             | 2 203 | 48,56 / 100,00  | 7,26 |
|                         | Coligação Democrática Unitária | 1 558 | 34,34 / 100,00  | 6,87 |
|                         | Partido Social Democrata       | 294   | 6,48 / 100,00   | -    |
|                         | Bloco de Esquerda              | 173   | 3,81 / 100,00   | -    |
|                         | CDS – Partido Popular          | 128   | 2,82 / 100,00   | -    |
| Votos Inválidos         | Votos Inválidos                | 181   | 3,99 / 100,00   | 0,72 |
| Total                   | Total                          | 4 537 | 100,00 / 100,00 |      |
| Eleitorado/Participação | Eleitorado/Participação        | 8 822 | 51,43 / 100,00  | 1,03 |

#### Beja (Santiago Maior e São João Batista)
| Partido                 | Partido                        | Votos  | %               | +/-  |
| ----------------------- | ------------------------------ | ------ | --------------- | ---- |
|                         | Partido Socialista             | 2 868  | 45,80 / 100,00  | 3,64 |
|                         | Coligação Democrática Unitária | 2 065  | 32,98 / 100,00  | 6,11 |
|                         | Partido Social Democrata       | 484    | 7,73 / 100,00   | -    |
|                         | CDS – Partido Popular          | 317    | 5,06 / 100,00   | -    |
|                         | Bloco de Esquerda              | 229    | 3,66 / 100,00   | -    |
| Votos Inválidos         | Votos Inválidos                | 299    | 4,77 / 100,00   | 0,27 |
| Total                   | Total                          | 6 262  | 100,00 / 100,00 |      |
| Eleitorado/Participação | Eleitorado/Participação        | 11 803 | 53,05 / 100,00  | 1,12 |

#### Beringel
| Partido                 | Partido                        | Votos | %               | +/-  |
| ----------------------- | ------------------------------ | ----- | --------------- | ---- |
|                         | Partido Socialista             | 468   | 60,47 / 100,00  | 5,21 |
|                         | Coligação Democrática Unitária | 242   | 31,27 / 100,00  | 1,89 |
|                         | Partido Social Democrata       | 18    | 2,33 / 100,00   | -    |
|                         | CDS – Partido Popular          | 15    | 1,94 / 100,00   | -    |
|                         | Bloco de Esquerda              | 13    | 1,68 / 100,00   | -    |
| Votos Inválidos         | Votos Inválidos                | 18    | 2,32 / 100,00   | 2,15 |
| Total                   | Total                          | 774   | 100,00 / 100,00 |      |
| Eleitorado/Participação | Eleitorado/Participação        | 1 193 | 64,88 / 100,00  | 4,75 |

#### Cabeça Gorda
| Partido                 | Partido                        | Votos | %               | +/-  |
| ----------------------- | ------------------------------ | ----- | --------------- | ---- |
|                         | Coligação Democrática Unitária | 433   | 56,90 / 100,00  | 2,05 |
|                         | Partido Socialista             | 258   | 33,90 / 100,00  | 3,89 |
|                         | Partido Social Democrata       | 16    | 2,10 / 100,00   | -    |
|                         | Bloco de Esquerda              | 12    | 1,58 / 100,00   | -    |
|                         | CDS – Partido Popular          | 10    | 1,31 / 100,00   | -    |
| Votos Inválidos         | Votos Inválidos                | 32    | 4,20 / 100,00   | 0,39 |
| Total                   | Total                          | 761   | 100,00 / 100,00 |      |
| Eleitorado/Participação | Eleitorado/Participação        | 1 199 | 63,47 / 100,00  | 0,73 |

#### Nossa Senhora das Neves
| Partido                 | Partido                        | Votos | %               | +/-  |
| ----------------------- | ------------------------------ | ----- | --------------- | ---- |
|                         | Coligação Democrática Unitária | 454   | 52,55 / 100,00  | 4,31 |
|                         | Partido Socialista             | 294   | 34,03 / 100,00  | 0,82 |
|                         | Bloco de Esquerda              | 37    | 4,28 / 100,00   | -    |
|                         | Partido Social Democrata       | 21    | 2,43 / 100,00   | -    |
|                         | CDS – Partido Popular          | 17    | 1,97 / 100,00   | -    |
| Votos Inválidos         | Votos Inválidos                | 41    | 4,74 / 100,00   | 1,31 |
| Total                   | Total                          | 864   | 100,00 / 100,00 |      |
| Eleitorado/Participação | Eleitorado/Participação        | 1 440 | 60,00 / 100,00  | 0,92 |

#### Salvada e Quintos
| Partido                 | Partido                        | Votos | %               | +/-   |
| ----------------------- | ------------------------------ | ----- | --------------- | ----- |
|                         | Partido Socialista             | 373   | 49,60 / 100,00  | 12,91 |
|                         | Coligação Democrática Unitária | 316   | 42,02 / 100,00  | 13,13 |
|                         | Partido Social Democrata       | 17    | 2,26 / 100,00   | -     |
|                         | CDS – Partido Popular          | 13    | 1,73 / 100,00   | -     |
|                         | Bloco de Esquerda              | 11    | 1,46 / 100,00   | -     |
| Votos Inválidos         | Votos Inválidos                | 22    | 2,93 / 100,00   | 0,50  |
| Total                   | Total                          | 752   | 100,00 / 100,00 |       |
| Eleitorado/Participação | Eleitorado/Participação        | 1 102 | 68,24 / 100,00  | 1,19  |

#### Santa Clara de Louredo
| Partido                 | Partido                        | Votos | %               | +/-  |
| ----------------------- | ------------------------------ | ----- | --------------- | ---- |
|                         | Coligação Democrática Unitária | 219   | 49,55 / 100,00  | 5,19 |
|                         | Partido Socialista             | 196   | 44,34 / 100,00  | 6,02 |
|                         | Bloco de Esquerda              | 10    | 2,26 / 100,00   | -    |
|                         | Partido Social Democrata       | 5     | 1,13 / 100,00   | -    |
|                         | CDS – Partido Popular          | 3     | 0,68 / 100,00   | -    |
| Votos Inválidos         | Votos Inválidos                | 9     | 2,04 / 100,00   | 1,33 |
| Total                   | Total                          | 442   | 100,00 / 100,00 |      |
| Eleitorado/Participação | Eleitorado/Participação        | 600   | 73,67 / 100,00  | 0,90 |

#### Santa Vitória e Mombeja
| Partido                 | Partido                        | Votos | %               | +/-  |
| ----------------------- | ------------------------------ | ----- | --------------- | ---- |
|                         | Partido Socialista             | 250   | 45,54 / 100,00  | 0,39 |
|                         | Coligação Democrática Unitária | 242   | 44,08 / 100,00  | 3,17 |
|                         | Bloco de Esquerda              | 24    | 4,37 / 100,00   | -    |
|                         | Partido Social Democrata       | 7     | 1,28 / 100,00   | -    |
|                         | CDS – Partido Popular          | 7     | 1,28 / 100,00   | -    |
| Votos Inválidos         | Votos Inválidos                | 19    | 3,46 / 100,00   | 0,59 |
| Total                   | Total                          | 549   | 100,00 / 100,00 |      |
| Eleitorado/Participação | Eleitorado/Participação        | 830   | 66,14 / 100,00  | 3,22 |

#### São Matias
| Partido                 | Partido                        | Votos | %               | +/-  |
| ----------------------- | ------------------------------ | ----- | --------------- | ---- |
|                         | Partido Socialista             | 159   | 46,36 / 100,00  | 2,25 |
|                         | Coligação Democrática Unitária | 121   | 35,28 / 100,00  | 5,56 |
|                         | Bloco de Esquerda              | 18    | 5,15 / 100,00   | -    |
|                         | Partido Social Democrata       | 17    | 4,96 / 100,00   | -    |
|                         | CDS – Partido Popular          | 10    | 2,92 / 100,00   | -    |
| Votos Inválidos         | Votos Inválidos                | 18    | 5,25 / 100,00   | 3,03 |
| Total                   | Total                          | 343   | 100,00 / 100,00 |      |
| Eleitorado/Participação | Eleitorado/Participação        | 466   | 73,61 / 100,00  | 1,47 |

#### Trigaches e São Brissos
| Partido                 | Partido                        | Votos | %               | +/-   |
| ----------------------- | ------------------------------ | ----- | --------------- | ----- |
|                         | Partido Socialista             | 176   | 51,61 / 100,00  | 8,24  |
|                         | Coligação Democrática Unitária | 117   | 34,31 / 100,00  | 10,72 |
|                         | Bloco de Esquerda              | 10    | 2,93 / 100,00   | -     |
|                         | Partido Social Democrata       | 9     | 2,64 / 100,00   | -     |
|                         | CDS – Partido Popular          | 3     | 0,88 / 100,00   | -     |
| Votos Inválidos         | Votos Inválidos                | 26    | 7,62 / 100,00   | 4,03  |
| Total                   | Total                          | 341   | 100,00 / 100,00 |       |
| Eleitorado/Participação | Eleitorado/Participação        | 470   | 72,55 / 100,00  | 2,03  |

### Assembleia Municipal
| Freguesia                                | %     | %     | %     | %    | %    | Votantes |
| Freguesia                                | PS    | CDU   | PSD   | BE   | CDS  | Votantes |
| ---------------------------------------- | ----- | ----- | ----- | ---- | ---- | -------- |
| Albernoa e Trindade                      | 52,22 | 41,64 | 1,19  | 2,05 | 0,51 | 586      |
| Baleizão                                 | 32,93 | 54,49 | 1,20  | 6,99 | 1,00 | 501      |
| Beja (Salvador e Santa Maria da Feira)   | 44,83 | 33,55 | 9,19  | 5,05 | 2,84 | 4 537    |
| Beja (Santiago Maior e São João Batista) | 42,26 | 31,10 | 11,26 | 5,19 | 5,24 | 6 261    |
| Beringel                                 | 60,13 | 31,61 | 2,84  | 1,03 | 1,55 | 775      |
| Cabeça Gorda                             | 33,77 | 57,42 | 2,23  | 1,58 | 0,92 | 761      |
| Nossa Senhora das Neves                  | 31,13 | 54,05 | 3,94  | 5,32 | 1,62 | 864      |
| Salvada e Quintos                        | 47,07 | 43,35 | 2,53  | 2,13 | 1,86 | 752      |
| Santa Clara de Louredo                   | 41,63 | 49,55 | 1,81  | 3,39 | 0,90 | 442      |
| Santa Vitória e Mombeja                  | 44,36 | 43,82 | 1,82  | 5,09 | 1,27 | 550      |
| São Matias                               | 47,23 | 31,20 | 5,83  | 7,00 | 2,92 | 343      |
| Trigaches e São Brissos                  | 51,91 | 31,96 | 3,23  | 4,40 | 1,47 | 341      |
| Beja                                     | 43,46 | 36,72 | 7,63  | 4,58 | 3,22 | 16 713   |

#### Albernoa e Trindade
| Partido                 | Partido                        | Votos | %               | +/-  |
| ----------------------- | ------------------------------ | ----- | --------------- | ---- |
|                         | Partido Socialista             | 306   | 52,22 / 100,00  | 4,93 |
|                         | Coligação Democrática Unitária | 244   | 41,64 / 100,00  | 3,79 |
|                         | Bloco de Esquerda              | 12    | 2,05 / 100,00   | -    |
|                         | Partido Social Democrata       | 7     | 1,19 / 100,00   | -    |
|                         | CDS – Partido Popular          | 3     | 0,51 / 100,00   | -    |
| Votos Inválidos         | Votos Inválidos                | 14    | 2,39 / 100,00   | 0,25 |
| Total                   | Total                          | 586   | 100,00 / 100,00 |      |
| Eleitorado/Participação | Eleitorado/Participação        | 821   | 71,38 / 100,00  | 1,75 |

#### Baleizão
| Partido                 | Partido                        | Votos | %               | +/-  |
| ----------------------- | ------------------------------ | ----- | --------------- | ---- |
|                         | Coligação Democrática Unitária | 273   | 54,49 / 100,00  | 8,09 |
|                         | Partido Socialista             | 165   | 32,93 / 100,00  | 8,59 |
|                         | Bloco de Esquerda              | 35    | 6,99 / 100,00   | -    |
|                         | Partido Social Democrata       | 6     | 1,20 / 100,00   | -    |
|                         | CDS – Partido Popular          | 5     | 1,00 / 100,00   | -    |
| Votos Inválidos         | Votos Inválidos                | 17    | 3,40 / 100,00   | 0,54 |
| Total                   | Total                          | 501   | 100,00 / 100,00 |      |
| Eleitorado/Participação | Eleitorado/Participação        | 795   | 63,02 / 100,00  | 7,33 |

#### Beja (Salvador e Santa Maria da Feira)
| Partido                 | Partido                        | Votos | %               | +/-  |
| ----------------------- | ------------------------------ | ----- | --------------- | ---- |
|                         | Partido Socialista             | 2 034 | 44,83 / 100,00  | 6,27 |
|                         | Coligação Democrática Unitária | 1 522 | 33,55 / 100,00  | 6,60 |
|                         | Partido Social Democrata       | 417   | 9,19 / 100,00   | -    |
|                         | Bloco de Esquerda              | 229   | 5,05 / 100,00   | -    |
|                         | CDS – Partido Popular          | 129   | 2,84 / 100,00   | -    |
| Votos Inválidos         | Votos Inválidos                | 206   | 4,54 / 100,00   | 0,49 |
| Total                   | Total                          | 4 537 | 100,00 / 100,00 |      |
| Eleitorado/Participação | Eleitorado/Participação        | 8 822 | 51,43 / 100,00  | 1,02 |

#### Beja (Santiago Maior e São João Batista)
| Partido                 | Partido                        | Votos  | %               | +/-  |
| ----------------------- | ------------------------------ | ------ | --------------- | ---- |
|                         | Partido Socialista             | 2 646  | 42,26 / 100,00  | 6,65 |
|                         | Coligação Democrática Unitária | 1 947  | 31,10 / 100,00  | 6,06 |
|                         | Partido Social Democrata       | 705    | 11,26 / 100,00  | -    |
|                         | CDS – Partido Popular          | 328    | 5,24 / 100,00   | -    |
|                         | Bloco de Esquerda              | 325    | 5,19 / 100,00   | -    |
| Votos Inválidos         | Votos Inválidos                | 310    | 4,95 / 100,00   | 0,81 |
| Total                   | Total                          | 6 261  | 100,00 / 100,00 |      |
| Eleitorado/Participação | Eleitorado/Participação        | 11 803 | 53,05 / 100,00  | 1,12 |

#### Beringel
| Partido                 | Partido                        | Votos | %               | +/-  |
| ----------------------- | ------------------------------ | ----- | --------------- | ---- |
|                         | Partido Socialista             | 466   | 60,13 / 100,00  | 6,31 |
|                         | Coligação Democrática Unitária | 245   | 31,61 / 100,00  | 1,42 |
|                         | Partido Social Democrata       | 22    | 2,84 / 100,00   | -    |
|                         | CDS – Partido Popular          | 12    | 1,55 / 100,00   | -    |
|                         | Bloco de Esquerda              | 8     | 1,03 / 100,00   | -    |
| Votos Inválidos         | Votos Inválidos                | 22    | 2,84 / 100,00   | 2,02 |
| Total                   | Total                          | 775   | 100,00 / 100,00 |      |
| Eleitorado/Participação | Eleitorado/Participação        | 1 193 | 64,96 / 100,00  | 4,83 |

#### Cabeça Gorda
| Partido                 | Partido                        | Votos | %               | +/-  |
| ----------------------- | ------------------------------ | ----- | --------------- | ---- |
|                         | Coligação Democrática Unitária | 437   | 57,42 / 100,00  | 3,19 |
|                         | Partido Socialista             | 257   | 33,77 / 100,00  | 4,14 |
|                         | Partido Social Democrata       | 17    | 2,23 / 100,00   | -    |
|                         | Bloco de Esquerda              | 12    | 1,58 / 100,00   | -    |
|                         | CDS – Partido Popular          | 7     | 0,92 / 100,00   | -    |
| Votos Inválidos         | Votos Inválidos                | 31    | 4,07 / 100,00   | 0,39 |
| Total                   | Total                          | 761   | 100,00 / 100,00 |      |
| Eleitorado/Participação | Eleitorado/Participação        | 1 199 | 63,47 / 100,00  | 0,73 |

#### Nossa Senhora das Neves
| Partido                 | Partido                        | Votos | %               | +/-  |
| ----------------------- | ------------------------------ | ----- | --------------- | ---- |
|                         | Coligação Democrática Unitária | 467   | 54,05 / 100,00  | 3,03 |
|                         | Partido Socialista             | 269   | 31,13 / 100,00  | 1,72 |
|                         | Bloco de Esquerda              | 46    | 5,32 / 100,00   | -    |
|                         | Partido Social Democrata       | 34    | 3,94 / 100,00   | -    |
|                         | CDS – Partido Popular          | 14    | 1,62 / 100,00   | -    |
| Votos Inválidos         | Votos Inválidos                | 34    | 3,93 / 100,00   | 0,50 |
| Total                   | Total                          | 864   | 100,00 / 100,00 |      |
| Eleitorado/Participação | Eleitorado/Participação        | 1 440 | 60,00 / 100,00  | 0,92 |

#### Salvada e Quintos
| Partido                 | Partido                        | Votos | %               | +/-   |
| ----------------------- | ------------------------------ | ----- | --------------- | ----- |
|                         | Partido Socialista             | 354   | 47,07 / 100,00  | 10,90 |
|                         | Coligação Democrática Unitária | 326   | 43,35 / 100,00  | 11,26 |
|                         | Partido Social Democrata       | 19    | 2,53 / 100,00   | -     |
|                         | Bloco de Esquerda              | 16    | 2,13 / 100,00   | -     |
|                         | CDS – Partido Popular          | 14    | 1,86 / 100,00   | -     |
| Votos Inválidos         | Votos Inválidos                | 23    | 3,06 / 100,00   | 1,20  |
| Total                   | Total                          | 752   | 100,00 / 100,00 |       |
| Eleitorado/Participação | Eleitorado/Participação        | 1 102 | 68,24 / 100,00  | 1,28  |

#### Santa Clara de Louredo
| Partido                 | Partido                        | Votos | %               | +/-  |
| ----------------------- | ------------------------------ | ----- | --------------- | ---- |
|                         | Coligação Democrática Unitária | 219   | 49,55 / 100,00  | 5,19 |
|                         | Partido Socialista             | 184   | 41,63 / 100,00  | 5,21 |
|                         | Bloco de Esquerda              | 15    | 3,39 / 100,00   | -    |
|                         | Partido Social Democrata       | 8     | 1,81 / 100,00   | -    |
|                         | CDS – Partido Popular          | 4     | 0,90 / 100,00   | -    |
| Votos Inválidos         | Votos Inválidos                | 12    | 2,71 / 100,00   | 0,87 |
| Total                   | Total                          | 442   | 100,00 / 100,00 |      |
| Eleitorado/Participação | Eleitorado/Participação        | 600   | 73,67 / 100,00  | 0,90 |

#### Santa Vitória e Mombeja
| Partido                 | Partido                        | Votos | %               | +/-  |
| ----------------------- | ------------------------------ | ----- | --------------- | ---- |
|                         | Partido Socialista             | 244   | 44,36 / 100,00  | 0,30 |
|                         | Coligação Democrática Unitária | 241   | 43,82 / 100,00  | 3,59 |
|                         | Bloco de Esquerda              | 28    | 5,09 / 100,00   | -    |
|                         | Partido Social Democrata       | 10    | 1,82 / 100,00   | -    |
|                         | CDS – Partido Popular          | 7     | 1,27 / 100,00   | -    |
| Votos Inválidos         | Votos Inválidos                | 20    | 3,63 / 100,00   | 0,07 |
| Total                   | Total                          | 550   | 100,00 / 100,00 |      |
| Eleitorado/Participação | Eleitorado/Participação        | 830   | 66,27 / 100,00  | 3,09 |

#### São Matias
| Partido                 | Partido                        | Votos | %               | +/-  |
| ----------------------- | ------------------------------ | ----- | --------------- | ---- |
|                         | Partido Socialista             | 162   | 47,23 / 100,00  | 0,29 |
|                         | Coligação Democrática Unitária | 107   | 31,20 / 100,00  | 5,09 |
|                         | Bloco de Esquerda              | 24    | 7,00 / 100,00   | -    |
|                         | Partido Social Democrata       | 20    | 5,83 / 100,00   | -    |
|                         | CDS – Partido Popular          | 10    | 2,92 / 100,00   | -    |
| Votos Inválidos         | Votos Inválidos                | 20    | 5,83 / 100,00   | 1,66 |
| Total                   | Total                          | 343   | 100,00 / 100,00 |      |
| Eleitorado/Participação | Eleitorado/Participação        | 466   | 73,61 / 100,00  | 1,47 |

#### Trigaches e São Brissos
| Partido                 | Partido                        | Votos | %               | +/-   |
| ----------------------- | ------------------------------ | ----- | --------------- | ----- |
|                         | Partido Socialista             | 177   | 51,91 / 100,00  | 10,75 |
|                         | Coligação Democrática Unitária | 109   | 31,96 / 100,00  | 15,28 |
|                         | Bloco de Esquerda              | 15    | 4,40 / 100,00   | -     |
|                         | Partido Social Democrata       | 11    | 3,23 / 100,00   | -     |
|                         | CDS – Partido Popular          | 5     | 1,47 / 100,00   | -     |
| Votos Inválidos         | Votos Inválidos                | 24    | 7,04 / 100,00   | 3,18  |
| Total                   | Total                          | 341   | 100,00 / 100,00 |       |
| Eleitorado/Participação | Eleitorado/Participação        | 470   | 72,55 / 100,00  | 2,53  |

### Juntas de Freguesia

#### Albernoa e Trindade
| Partido                 | Partido                        | Votos | %               | +/-  | Mandatos | +/- |
| ----------------------- | ------------------------------ | ----- | --------------- | ---- | -------- | --- |
|                         | Partido Socialista             | 286   | 48,81 / 100,00  | 1,52 | 4 / 7    | 1   |
|                         | Coligação Democrática Unitária | 280   | 47,78 / 100,00  | 2,45 | 3 / 7    | 1   |
| Votos Inválidos         | Votos Inválidos                | 20    | 3,41 / 100,00   | 0,92 |          |     |
| Total                   | Total                          | 586   | 100,00 / 100,00 |      | 7 / 7    |     |
| Eleitorado/Participação | Eleitorado/Participação        | 821   | 71,38 / 100,00  | 1,75 |          |     |

#### Baleizão
| Partido                 | Partido                        | Votos | %               | +/-   | Mandatos | +/- |
| ----------------------- | ------------------------------ | ----- | --------------- | ----- | -------- | --- |
|                         | Coligação Democrática Unitária | 273   | 54,49 / 100,00  | 4,31  | 4 / 7    | 1   |
|                         | Partido Socialista             | 216   | 43,11 / 100,00  | 12,64 | 3 / 7    | 1   |
| Votos Inválidos         | Votos Inválidos                | 12    | 2,40 / 100,00   | 0,66  |          |     |
| Total                   | Total                          | 501   | 100,00 / 100,00 |       | 7 / 7    |     |
| Eleitorado/Participação | Eleitorado/Participação        | 795   | 63,02 / 100,00  | 7,33  |          |     |

#### Beja (Salvador e Santa Maria da Feira)
| Partido                 | Partido                        | Votos | %               | +/-  | Mandatos | +/-     |
| ----------------------- | ------------------------------ | ----- | --------------- | ---- | -------- | ------- |
|                         | Partido Socialista             | 1 998 | 44,04 / 100,00  | 6,44 | 7 / 13   | 2       |
|                         | Coligação Democrática Unitária | 1 549 | 34,14 / 100,00  | 5,94 | 5 / 13   | 1       |
|                         | Partido Social Democrata       | 516   | 11,37 / 100,00  | 1,22 | 1 / 13   | Estável |
|                         | Bloco de Esquerda              | 227   | 5,00 / 100,00   | -    | 0 / 13   | -       |
| Votos Inválidos         | Votos Inválidos                | 247   | 5,44 / 100,00   | 0,18 |          |         |
| Total                   | Total                          | 4 537 | 100,00 / 100,00 |      | 13 / 13  |         |
| Eleitorado/Participação | Eleitorado/Participação        | 8 822 | 51,43 / 100,00  | 1,02 |          |         |

#### Beja (Santiago Maior e São João Batista)
| Partido                 | Partido                        | Votos  | %               | +/-  | Mandatos | +/-     |
| ----------------------- | ------------------------------ | ------ | --------------- | ---- | -------- | ------- |
|                         | Partido Socialista             | 2 461  | 39,29 / 100,00  | 8,72 | 6 / 13   | 1       |
|                         | Coligação Democrática Unitária | 2 136  | 34,11 / 100,00  | 2,06 | 5 / 13   | Estável |
|                         | Partido Social Democrata       | 1 038  | 16,57 / 100,00  | -    | 2 / 13   | -       |
|                         | Bloco de Esquerda              | 321    | 5,13 / 100,00   | -    | 0 / 13   | -       |
| Votos Inválidos         | Votos Inválidos                | 307    | 4,90 / 100,00   | 0,54 |          |         |
| Total                   | Total                          | 6 263  | 100,00 / 100,00 |      | 13 / 13  |         |
| Eleitorado/Participação | Eleitorado/Participação        | 11 803 | 53,06 / 100,00  | 1,11 |          |         |

#### Beringel
| Partido                 | Partido                        | Votos | %               | +/-  | Mandatos | +/-     |
| ----------------------- | ------------------------------ | ----- | --------------- | ---- | -------- | ------- |
|                         | Partido Socialista             | 500   | 64,52 / 100,00  | 4,39 | 6 / 9    | Estável |
|                         | Coligação Democrática Unitária | 249   | 32,13 / 100,00  | 0,81 | 3 / 9    | Estável |
| Votos Inválidos         | Votos Inválidos                | 26    | 3,36 / 100,00   | 0,32 |          |         |
| Total                   | Total                          | 775   | 100,00 / 100,00 |      | 9 / 9    |         |
| Eleitorado/Participação | Eleitorado/Participação        | 1 193 | 64,96 / 100,00  | 4,83 |          |         |

#### Cabeça Gorda
| Partido                 | Partido                        | Votos | %               | +/-   | Mandatos | +/- |
| ----------------------- | ------------------------------ | ----- | --------------- | ----- | -------- | --- |
|                         | Coligação Democrática Unitária | 514   | 67,54 / 100,00  | 12,33 | 6 / 9    | 1   |
|                         | Partido Socialista             | 223   | 29,30 / 100,00  | 12,54 | 3 / 9    | 1   |
| Votos Inválidos         | Votos Inválidos                | 24    | 3,16 / 100,00   | 0,20  |          |     |
| Total                   | Total                          | 761   | 100,00 / 100,00 |       | 9 / 9    |     |
| Eleitorado/Participação | Eleitorado/Participação        | 1 199 | 63,47 / 100,00  | 0,73  |          |     |

#### Nossa Senhora das Neves
| Partido                 | Partido                        | Votos | %               | +/-  | Mandatos | +/- |
| ----------------------- | ------------------------------ | ----- | --------------- | ---- | -------- | --- |
|                         | Coligação Democrática Unitária | 552   | 63,89 / 100,00  | 0,27 | 7 / 9    | 1   |
|                         | Partido Socialista             | 220   | 25,46 / 100,00  | 4,52 | 2 / 9    | 1   |
|                         | Bloco de Esquerda              | 45    | 5,21 / 100,00   | -    | 0 / 9    | -   |
|                         | Partido Social Democrata       | 20    | 2,31 / 100,00   | -    | 0 / 9    | -   |
| Votos Inválidos         | Votos Inválidos                | 27    | 3,13 / 100,00   | 0,63 |          |     |
| Total                   | Total                          | 864   | 100,00 / 100,00 |      | 9 / 9    |     |
| Eleitorado/Participação | Eleitorado/Participação        | 1 440 | 60,00 / 100,00  | 0,92 |          |     |

#### Salvada e Quintos
| Partido                 | Partido                        | Votos | %               | +/-  | Mandatos | +/-     |
| ----------------------- | ------------------------------ | ----- | --------------- | ---- | -------- | ------- |
|                         | Coligação Democrática Unitária | 371   | 49,34 / 100,00  | 7,35 | 5 / 9    | Estável |
|                         | Partido Socialista             | 355   | 47,21 / 100,00  | 8,28 | 4 / 9    | Estável |
| Votos Inválidos         | Votos Inválidos                | 26    | 3,46 / 100,00   | 0,92 |          |         |
| Total                   | Total                          | 752   | 100,00 / 100,00 |      | 9 / 9    |         |
| Eleitorado/Participação | Eleitorado/Participação        | 1 102 | 68,24 / 100,00  | 1,19 |          |         |

#### Santa Clara de Louredo
| Partido                 | Partido                        | Votos | %               | +/-  | Mandatos | +/- |
| ----------------------- | ------------------------------ | ----- | --------------- | ---- | -------- | --- |
|                         | Coligação Democrática Unitária | 292   | 66,06 / 100,00  | 5,85 | 5 / 7    | 1   |
|                         | Partido Socialista             | 146   | 33,03 / 100,00  | 4,02 | 2 / 7    | 1   |
| Votos Inválidos         | Votos Inválidos                | 4     | 0,90 / 100,00   | 1,93 |          |     |
| Total                   | Total                          | 442   | 100,00 / 100,00 |      | 7 / 7    |     |
| Eleitorado/Participação | Eleitorado/Participação        | 600   | 73,67 / 100,00  | 0,90 |          |     |

#### Santa Vitória e Mombeja
| Partido                 | Partido                        | Votos | %               | +/-  | Mandatos | +/-     |
| ----------------------- | ------------------------------ | ----- | --------------- | ---- | -------- | ------- |
|                         | Coligação Democrática Unitária | 265   | 48,18 / 100,00  | 5,87 | 4 / 7    | Estável |
|                         | Partido Socialista             | 243   | 44,18 / 100,00  | 3,57 | 3 / 7    | Estável |
|                         | Bloco de Esquerda              | 24    | 4,36 / 100,00   | -    | 0 / 7    | -       |
| Votos Inválidos         | Votos Inválidos                | 18    | 3,27 / 100,00   | 2,07 |          |         |
| Total                   | Total                          | 550   | 100,00 / 100,00 |      | 7 / 7    |         |
| Eleitorado/Participação | Eleitorado/Participação        | 830   | 66,27 / 100,00  | 3,09 |          |         |

#### São Matias
| Partido                 | Partido                        | Votos | %               | +/-   | Mandatos | +/-     |
| ----------------------- | ------------------------------ | ----- | --------------- | ----- | -------- | ------- |
|                         | Por São Matias com Todos       | 199   | 58,02 / 100,00  | 12,46 | 4 / 7    | Estável |
|                         | Partido Socialista             | 127   | 37,03 / 100,00  | 3,25  | 3 / 7    | Estável |
|                         | Coligação Democrática Unitária | 11    | 3,21 / 100,00   | 7,07  | 0 / 7    | Estável |
| Votos Inválidos         | Votos Inválidos                | 6     | 1,75 / 100,00   | 2,14  |          |         |
| Total                   | Total                          | 343   | 100,00 / 100,00 |       | 7 / 7    |         |
| Eleitorado/Participação | Eleitorado/Participação        | 466   | 73,61 / 100,00  | 1,47  |          |         |

#### Trigaches e São Brissos
| Partido                 | Partido                            | Votos | %               | +/-   | Mandatos | +/-  |
| ----------------------- | ---------------------------------- | ----- | --------------- | ----- | -------- | ---- |
|                         | Partido Socialista                 | 141   | 41,35 / 100,00  | 9,20  | 3 / 7    | 1    |
|                         | Unidos por Trigaches e São Brissos | 136   | 39,88 / 100,00  | Novo  | 3 / 7    | Novo |
|                         | Coligação Democrática Unitária     | 49    | 14,37 / 100,00  | 31,21 | 1 / 7    | 2    |
| Votos Inválidos         | Votos Inválidos                    | 15    | 4,40 / 100,00   | 0,53  |          |      |
| Total                   | Total                              | 341   | 100,00 / 100,00 |       | 7 / 7    |      |
| Eleitorado/Participação | Eleitorado/Participação            | 470   | 72,55 / 100,00  | 2,53  |          |      |

| Freguesia                                | 2013-2017 | 2013-2017                      | 2013-2017      | 2017-2021 | 2017-2021                      | 2017-2021      |
| ---------------------------------------- | --------- | ------------------------------ | -------------- | --------- | ------------------------------ | -------------- |
| Albernoa e Trindade                      |           | Coligação Democrática Unitária | 50,23 / 100,00 |           | Partido Socialista             | 48,81 / 100,00 |
| Baleizão                                 |           | Coligação Democrática Unitária | 58,90 / 100,00 |           | Coligação Democrática Unitária | 54,49 / 100,00 |
| Beja (Salvador e Santa Maria da Feira)   |           | Coligação Democrática Unitária | 40,08 / 100,00 |           | Partido Socialista             | 44,04 / 100,00 |
| Beja (Santiago Maior e São João Batista) |           | Coligação Democrática Unitária | 36,17 / 100,00 |           | Partido Socialista             | 39,29 / 100,00 |
| Beringel                                 |           | Partido Socialista             | 60,13 / 100,00 |           | Partido Socialista             | 64,52 / 100,00 |
| Cabeça Gorda                             |           | Coligação Democrática Unitária | 55,21 / 100,00 |           | Coligação Democrática Unitária | 67,54 / 100,00 |
| Nossa Senhora das Neves                  |           | Coligação Democrática Unitária | 64,16 / 100,00 |           | Coligação Democrática Unitária | 63,89 / 100,00 |
| Salvada e Quintos                        |           | Coligação Democrática Unitária | 56,69 / 100,00 |           | Coligação Democrática Unitária | 49,34 / 100,00 |
| Santa Clara de Louredo                   |           | Coligação Democrática Unitária | 60,21 / 100,00 |           | Coligação Democrática Unitária | 66,06 / 100,00 |
| Santa Vitória e Mombeja                  |           | Coligação Democrática Unitária | 54,05 / 100,00 |           | Coligação Democrática Unitária | 48,18 / 100,00 |
| São Matias                               |           | Grupo de Cidadãos              | 45,56 / 100,00 |           | Grupo de Cidadãos              | 58,02 / 100,00 |
| Trigaches e São Brissos                  |           | Partido Socialista             | 50,55 / 100,00 |           | Partido Socialista             | 41,35 / 100,00 |